# كيندال كروس
كيندال كروس (بالإنجليزية: Kendall Cross)‏ هو مصارع هاوي أمريكي، ولد في 24 فبراير 1968 في مونتانا في الولايات المتحدة.

## وصلات خارجية
- كيندال كروس على موقع قاعدة بيانات المصارعة الدولية (الإنجليزية)
- كيندال كروس على موقع أوليمبيديا (الإنجليزية)